# Ludwig Bölkow

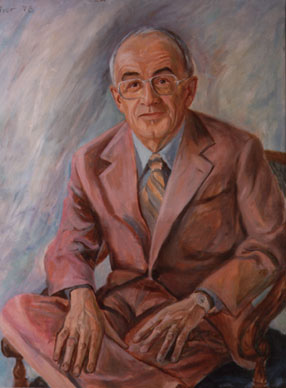
Ludwig Bölkow

Ludwig Bölkow (Schwerin, 30 juni 1912 – Grünwald bij München, 25 juli 2003) was een Duits luchtvaartpionier.
Hij was een van de ontwerpers van de eerste Duitse straaljager en initiatiefnemer tot de ontwikkeling van de Airbus.
Bölkow werd geboren in Schwerin en na een opleiding tot luchtvaartingenieur trad hij in 1939 in dienst bij Messerschmitt. Daar hielp hij mee aan de bouw van de eerste straaljager, de Messerschmitt Me 262, die door Duitsland in de Tweede Wereldoorlog werd ingezet. In 1958 richtte Bölkow onder zijn eigen naam een vliegtuigfabriek op. Bölkow GmbH ging later op in het in München gevestigde bedrijf Messerschmitt-Bölkow-Blohm, (MBB). Sinds 2000 maakt MBB deel uit van het Europese lucht- en ruimtevaartconsortium EADS, dat 80 procent van Airbus bezit.
Tal van technologieën in de lucht- en ruimtevaart zijn door Bölkow, of mede door hem, ontwikkeld, waaronder de rotortechniek voor helikopters. Ook de technologie waarop de magneettrein is gebaseerd is van zijn hand. Hij overleed in 2003 te München.